# トリル・ダイナスティ
トリル・ダイナスティ（TRILL DYNASTY）は、茨城県北茨城市出身のヒップホップ音楽プロデューサー/トラックメイカー。茨城キリスト教学園高等学校卒業。

## 経歴
国内外のアーティストに楽曲提供を行う中、2021年トラックメイカーの一人として参加したリル・ダークの"The Voice"が、ビルボードのUS/R&B・ヒップホップ部門で1位を獲得、100万枚セールス達成。。同年、EST Geeのアルバム"Bigger Than Life Or Death"に作曲家として参加し、ビルボードのUS/R&B・ヒップホップ部門で5位を獲得、50万枚セールスを達成。2021年11月、茨城県から「いばらき大使」を委嘱された。2022年1月、北茨城市から「ふるさと応援大使」を委嘱された。

## 受賞歴
Lil Durk "The Voice" が、ビルボードのUS/R&B・ヒップホップ部門1位を獲得。
EST Gee "Bigger Than Life Or Death" が、ビルボードのUS/R&B・ヒップホップ部門5位を獲得。
令和3年度茨城県表彰にて知事奨励賞を受賞。
New Week 世界に挑戦する日本人20人にYOSHIKI,TWICE,米倉涼子ら共に選出

## 番組出演
- マツコ会議（2021年10月2日、日本テレビ放送網）
- ノーナレ（2022年12月17日、NHK総合テレビジョン）-「808 Revolution」として特集[8]。
- J・K HIP-HOP（LuckyFM茨城放送）「HIP-HOPコーナーのみ」2023年3月26日終了。